# Marammanahalli, Molakalmuru
Marammanahalli là một làng thuộc tehsil Molakalmuru, huyện Chitradurga, bang Karnataka, Ấn Độ.